# 호계초등학교 (경북)
호계초등학교는 대한민국 경상북도 문경시 호계면 막곡리에 있는 공립 초등학교이다.

## 학교 연혁
- 1935년 7월 2일 호계공립보통학교(4년제) 개교
- 1938년 3월 25일 4년제 제1회 졸업식(34명)
- 1938년 4월 1일 호계공립심상소학교[1]로 개칭
- 1940년 4월 1일 6년제로 개편
- 1941년 4월 1일 호계공립국민학교[2]로 개칭
- 1942년 3월 25일 6년제 제1회 졸업식(29명)
- 1946년 7월 20일 해방 후 제1회 졸업식(33명)
- 1950년 4월 1일 호계국민학교로 개칭
- 1981년 3월 6일 병설유치원 개원
- 1987년 1월 5일 급식학교 1군 1교로 지정
- 1996년 3월 1일 호계초등학교로 교명 개칭[3]
- 1998년 3월 1일 부천초등학교 본교에 통폐합
- 2020년 2월 7일 제82회 졸업식 10명 졸업(졸업생 누계5,069명)
- 2020년 3월 1일 제30대 하미경 교장 부임
- 2020년 4월 6일 시업식 및 1학년 입학식(8명 입학)

## 학교 상징
- 우리 학교 꽃 - 백일홍 : 어려움에도 곧고 굵으며 높이 자라는 백일홍처럼 곧고 씩씩하게 자라는 어린이가 됩시다.
- 우리 학교 나무 - 향나무 : 사시사철 푸르고 꿋꿋하며 향기 그윽하게 자라는 향나무처럼 항상 정직하고 줄기찬 대한의 어린이가 됩시다.

## 참고 자료
- 호계초등학교 - 한국교육학술정보원 학교알리미